# Ausztráliai legyezőpálma
Az ausztráliai legyezőpálma (Livistona australis) az egyszikűek (Liliopsida) osztályának pálmavirágúak (Arecales) rendjébe, ezen belül a pálmafélék (Arecaceae) családjába tartozó faj.

## Előfordulása
Az ausztráliai legyezőpálma őshazája Ausztrália, de számos más országban is termesztik. Ausztráliában a következő szövetségi államokban található meg: Queensland, Új-Dél-Wales és Victoria.

## Megjelenése
A kínai legyezőpálmánál (Livistona chinensis) nagyobbra nő, körülbelül 25 méter magasra is. A kínai rokontól eltérően levélnyelei hosszabbak, azonban a levéllemezek kisebbek.
Az angol nevét „cabbage palm” (káposztapálma) onnan kapta, hogy hajtáscsúcsa a fiatalabb levelekkel együtt ehető.

## Képek

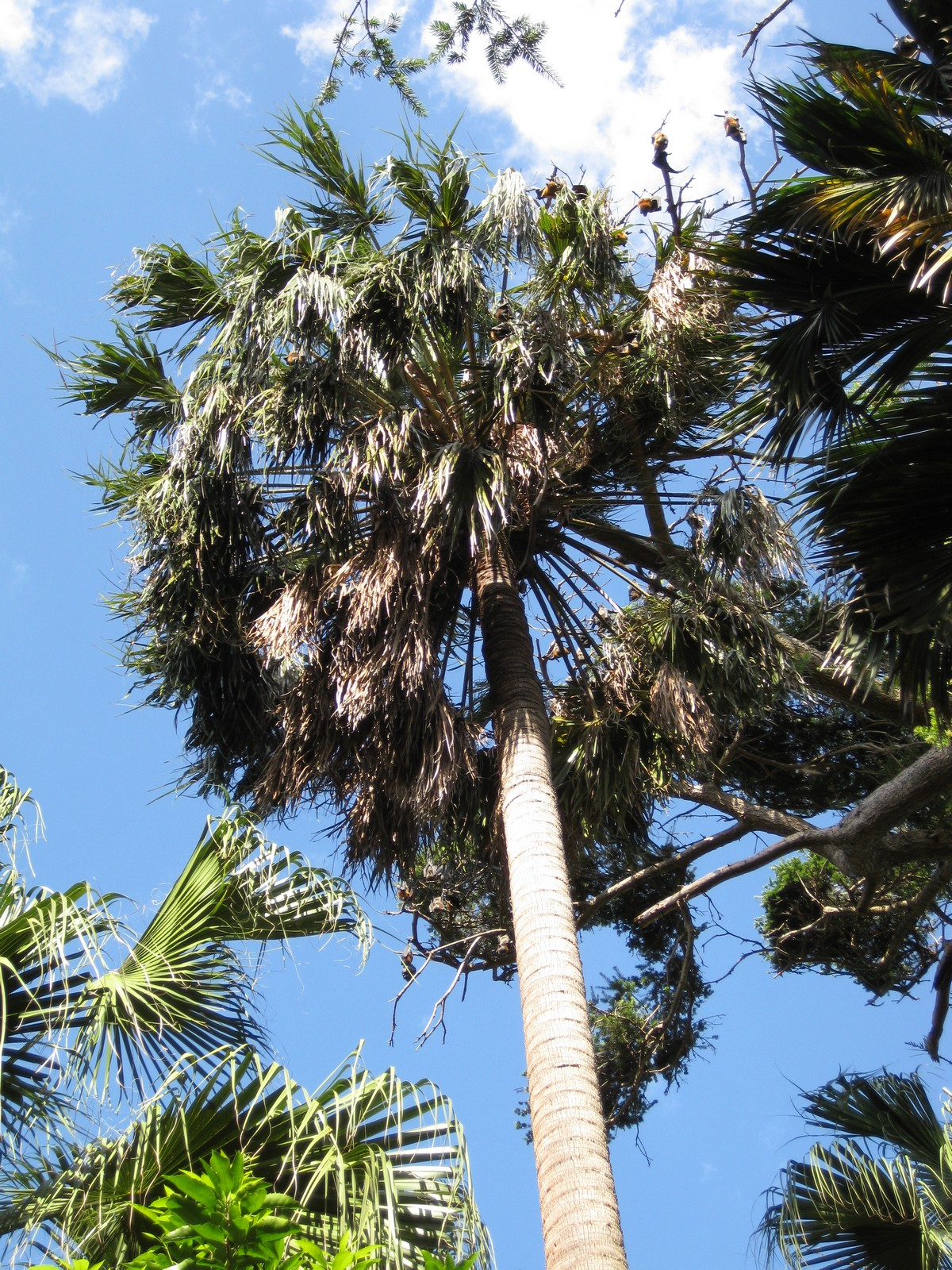
A növény
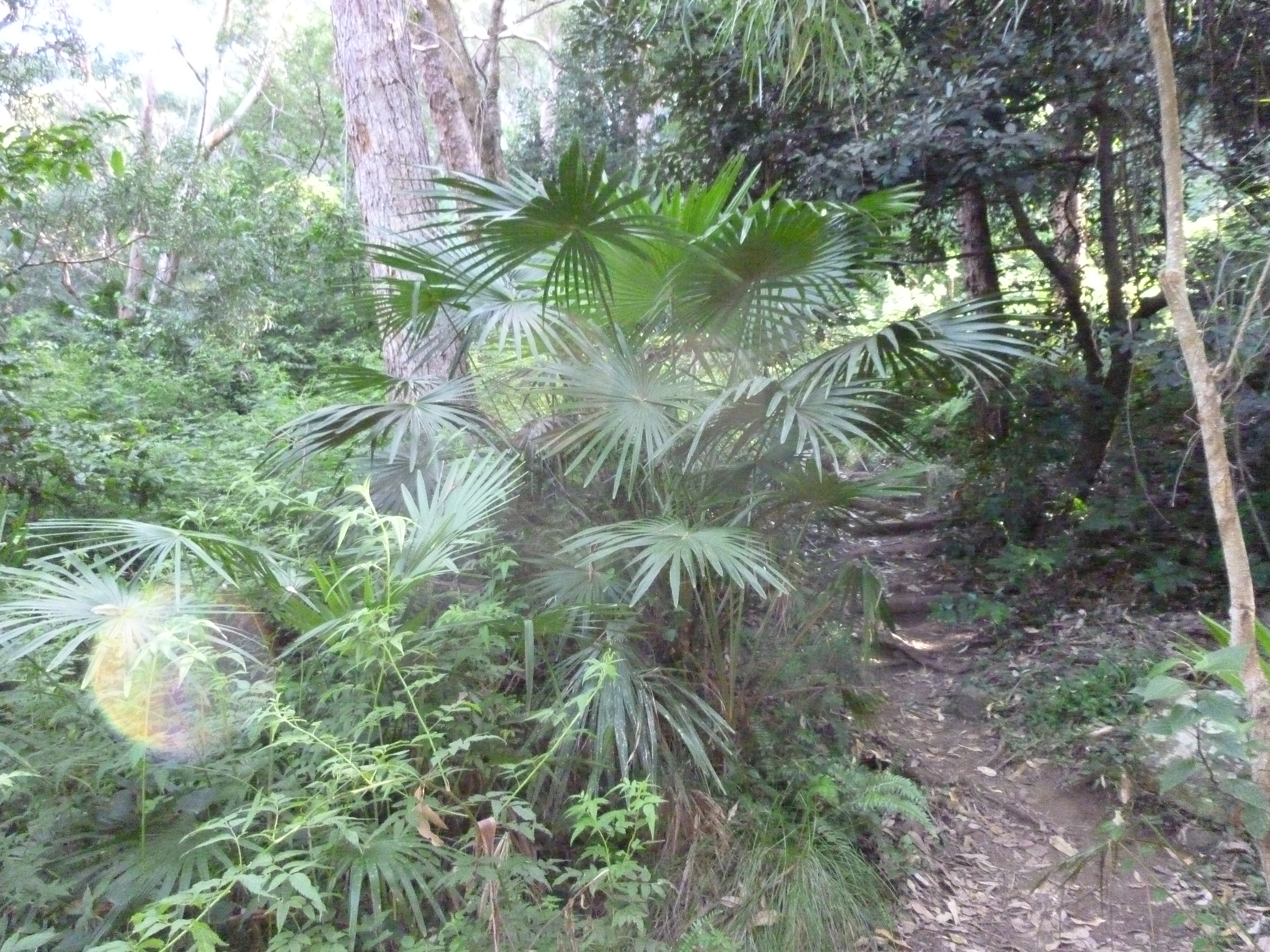
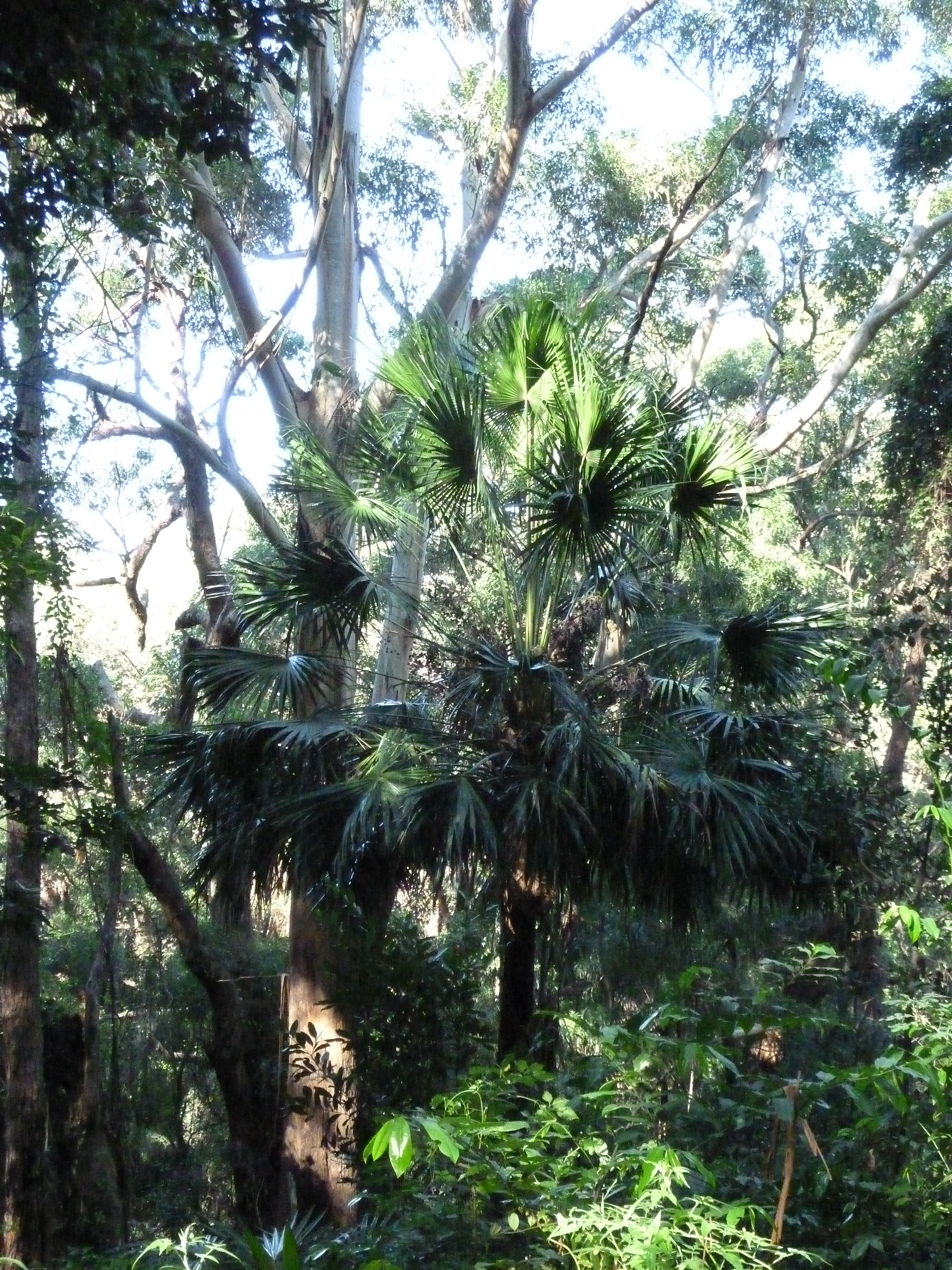
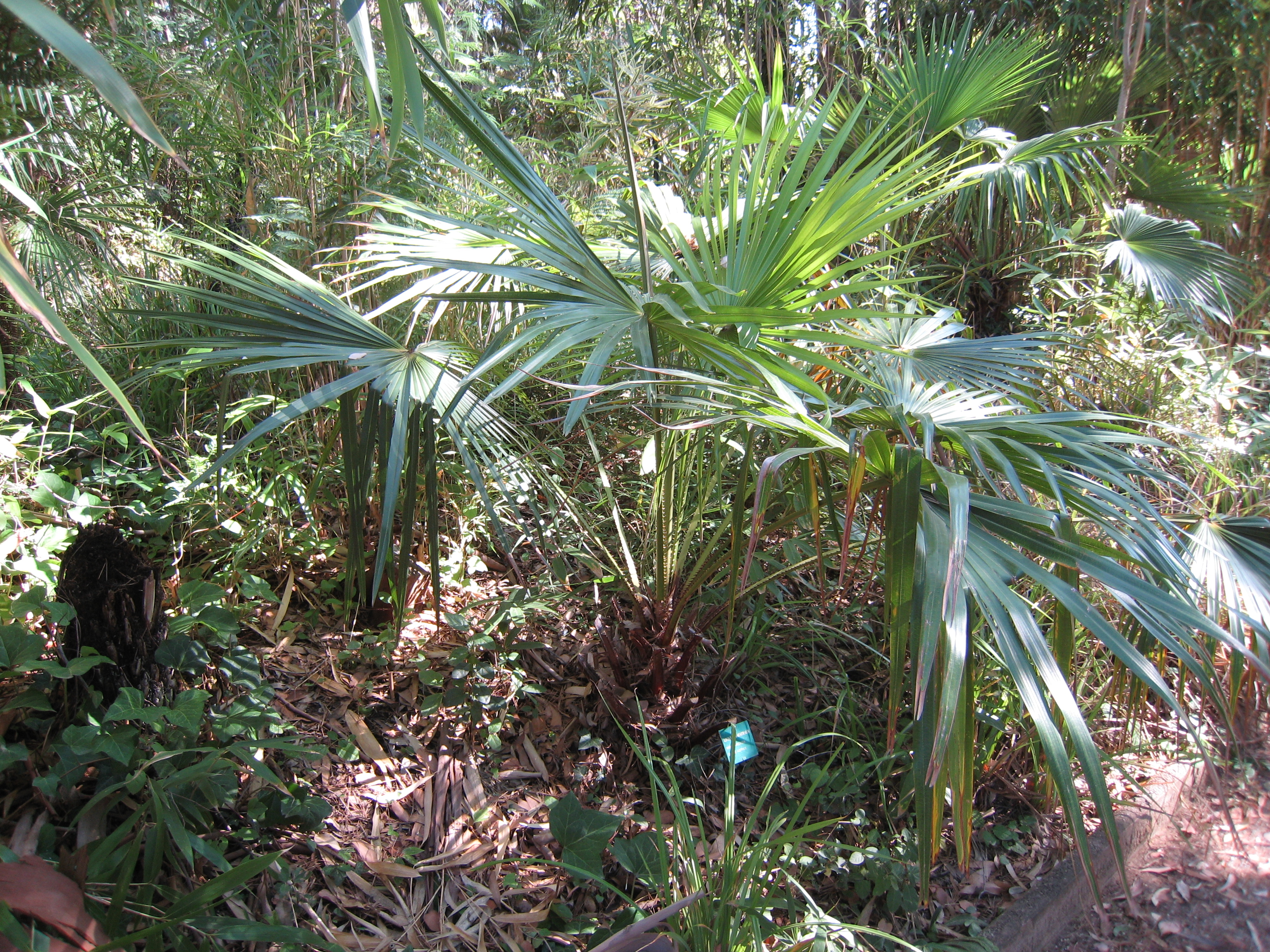
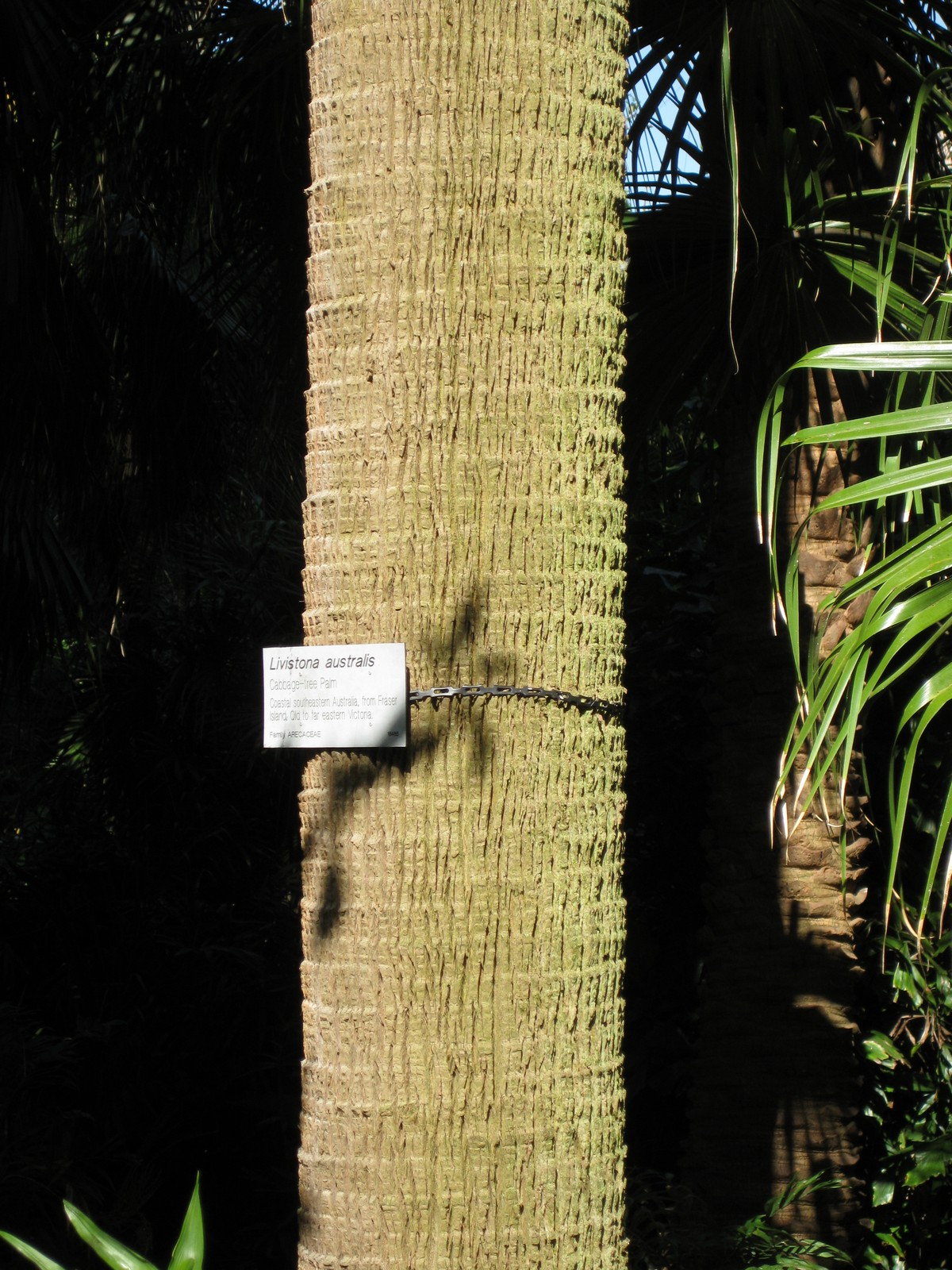
Törzsei
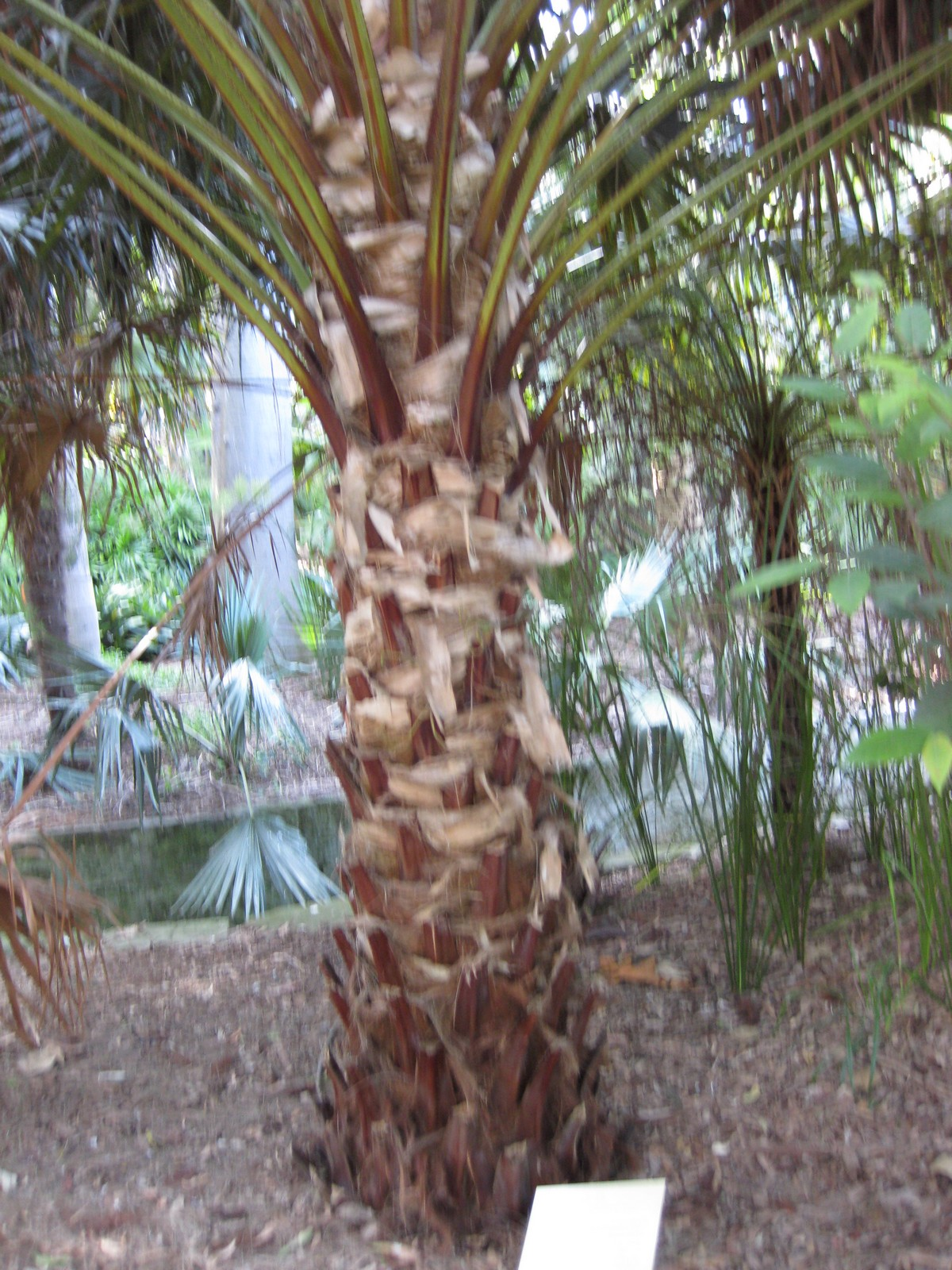
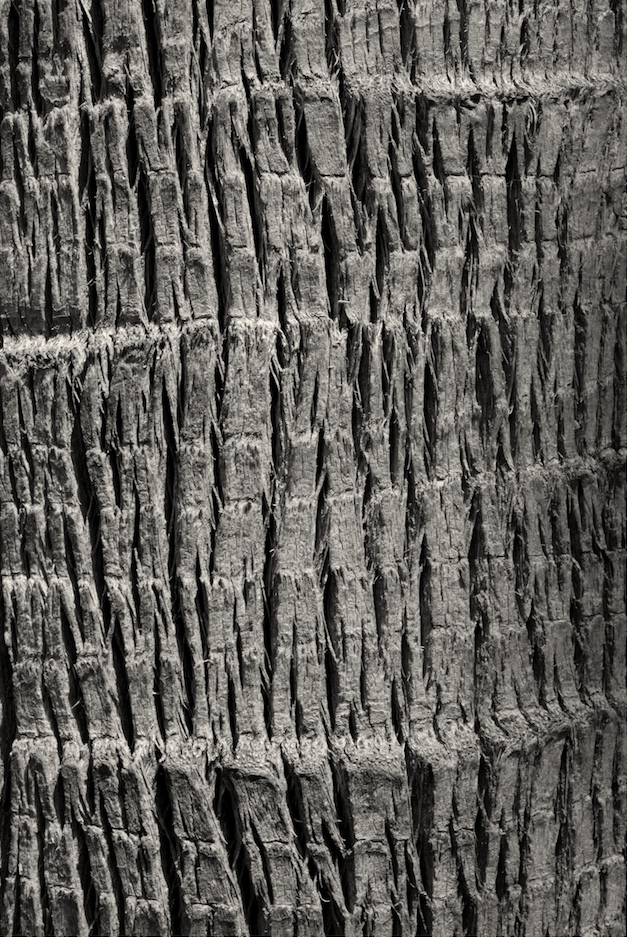
Kérge
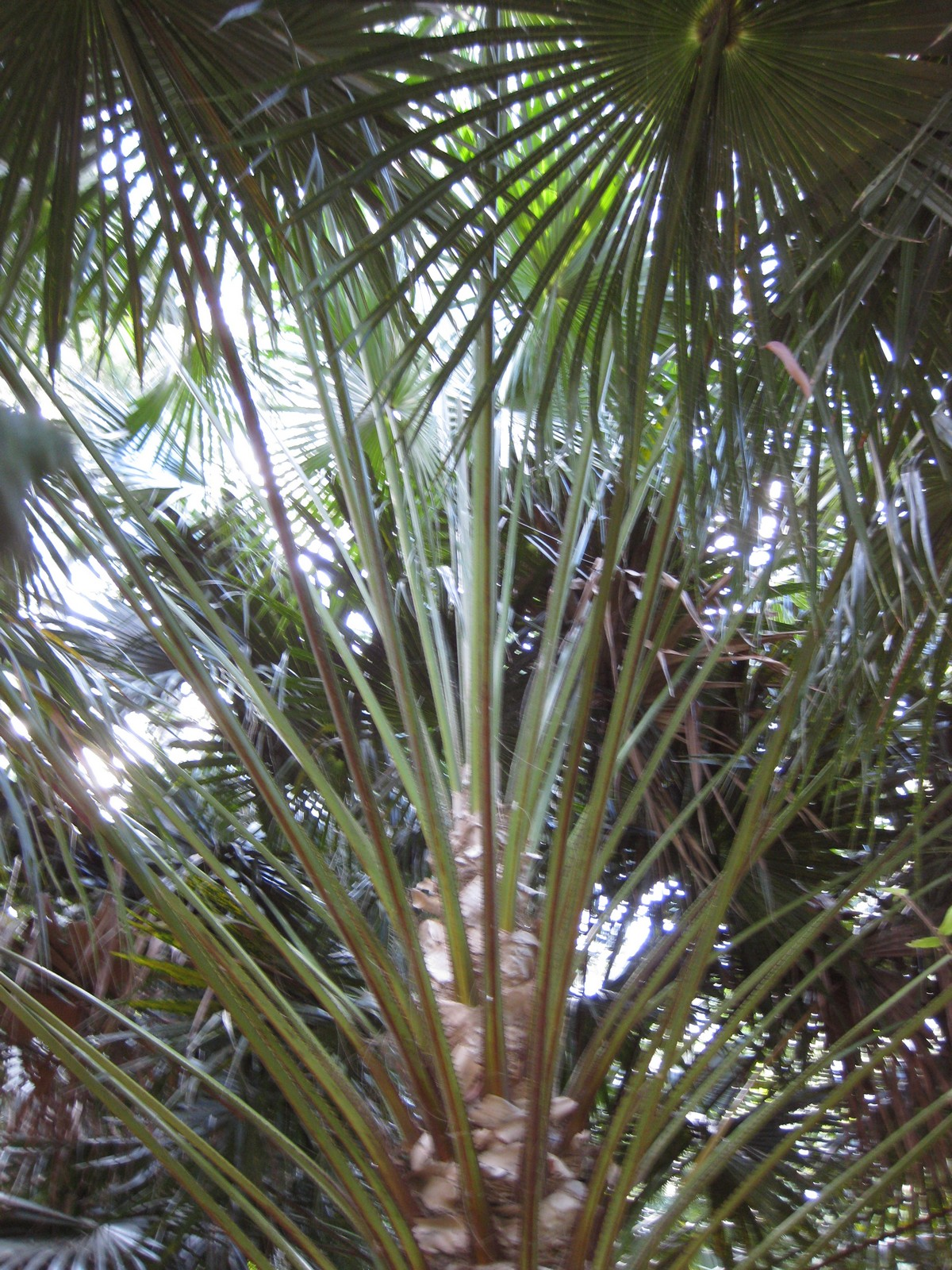
Levélnyelei
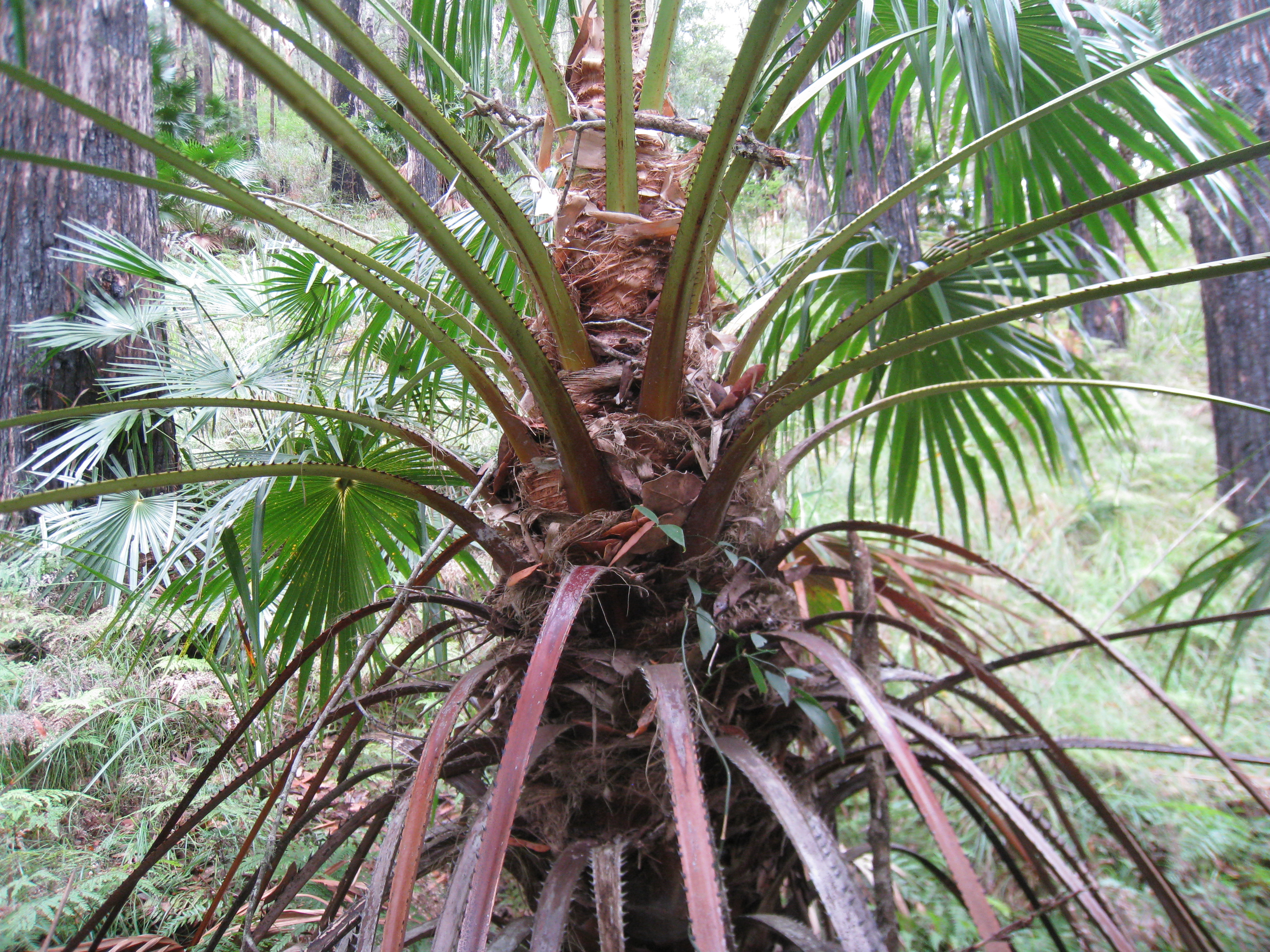
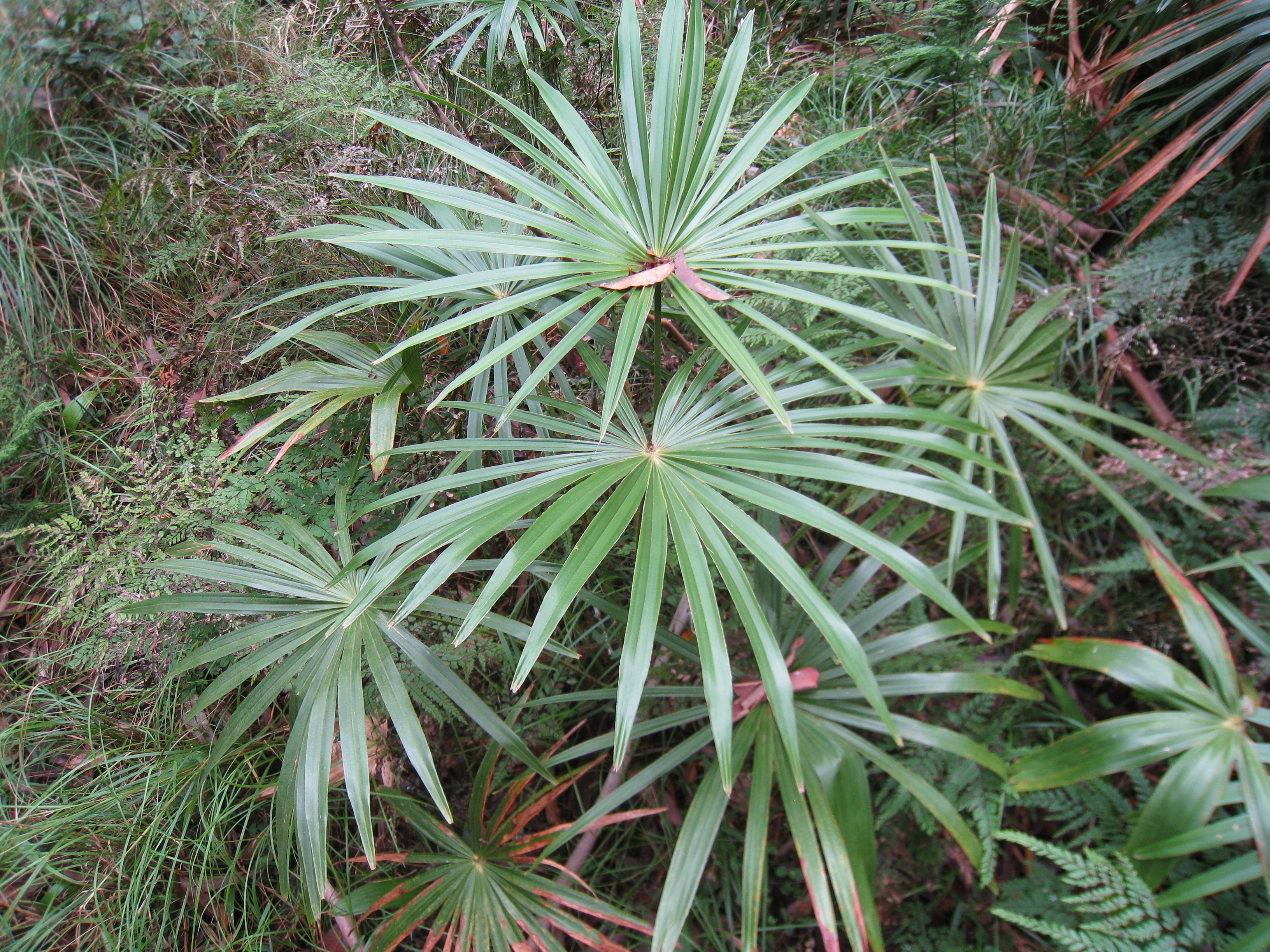
Levelei
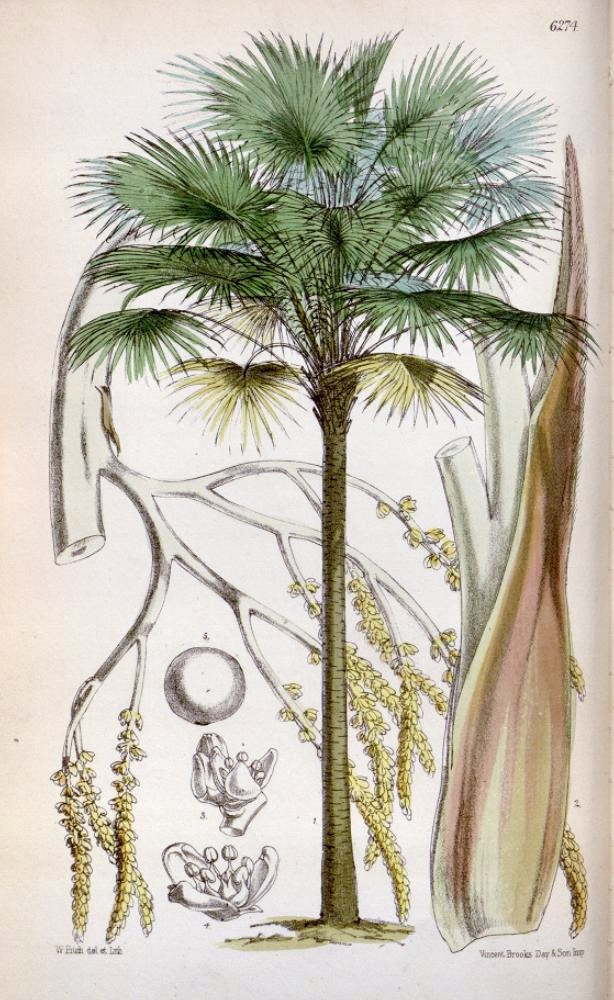
Rajz a növényről